# Поташня (Богуславский район)
Поташня (укр. Поташня) — село, входит в Богуславский район Киевской области Украины.
Население по переписи 2001 года составляло 87 человек. Почтовый индекс — 09740. Телефонный код — 4561. Занимает площадь 0,3 км². Код КОАТУУ — 3220687603.

## Местный совет
09740, Киевская обл., Богуславский р-н, с. Хохитва